# Tiro con l'arco ai IX Giochi paralimpici estivi
Per il tiro con l'arco ai Giochi paralimpici estivi di Barcellona 1992 furono assegnati 7 titoli (5 maschili e 2 femminili). Parteciparono alle gare 94 arcieri da 26 nazioni.

## Nazioni partecipanti
- Australia (2)
- Belgio (1)
- Canada (2)
- Colombia (1)
- Corea del Sud (6)
- Danimarca (3)
- Finlandia (9)
- Francia (3)
- Germania (10)
- Giappone (8)
- Gran Bretagna (10)
- Grecia (1)
- Hong Kong (1)
- Irlanda (2)
- Israele (2)
- Italia (7)
- Lussemburgo (1)
- Messico (1)
- Norvegia (2)
- Porto Rico (1)
- Spagna (3)
- Svezia (5)
- Svizzera (1)
- Stati Uniti (7)
- Squadra Unificata (4)
- Ungheria (1)

## Medagliere
| Posizione | Paese             | Oro | Argento | Bronzo | Totale |
| --------- | ----------------- | --- | ------- | ------ | ------ |
| 1         | Italia            | 2   | 1       | 1      | 4      |
| 2         | Germania          | 1   | 1       | 1      | 3      |
| 2         | Giappone          | 1   | 1       | 1      | 3      |
| 4         | Corea del Sud     | 1   | 0       | 2      | 3      |
| 5         | Danimarca         | 1   | 0       | 1      | 2      |
| 6         | Squadra Unificata | 1   | 0       | 0      | 1      |
| 7         | Finlandia         | 0   | 1       | 0      | 1      |
| 7         | Spagna            | 0   | 1       | 0      | 1      |
| 7         | Svezia            | 0   | 1       | 0      | 1      |
| 7         | Stati Uniti       | 0   | 1       | 0      | 1      |
| 11        | Francia           | 0   | 0       | 1      | 1      |
| Totale    | Totale            | 7   | 7       | 7      | 21     |

## Podi

### Gare maschili
| Evento      | Cat. | Oro                                                    | Argento                                                  | Bronzo                                                      |
| ----------- | ---- | ------------------------------------------------------ | -------------------------------------------------------- | ----------------------------------------------------------- |
| Individuale | AR1  | Koichi Minami                                          | Richard Spizzirri                                        | Giampiero Mercandelli                                       |
| Individuale | AR2  | Orazio Pizzorni                                        | Hermann Nortmann                                         | Udo Wolf                                                    |
| Individuale | Open | Jens Fudge                                             | Kenichi Nishii                                           | Hyun Kwan Cho                                               |
| A squadre   | AR2  | Germania Udo Wolf Hermann Nortmann Karl Bahls          | Italia Luciano Malovini Giuseppe Gabelli Orazio Pizzorni | Corea del Sud Ouk Soo Lee Jang Sub Choi Ki Ki Jang          |
| A squadre   | Open | Corea del Sud Hyun Kwan Cho Sung Hee Kim Hak Young Lee | Spagna Jose Luis Hermosin Jose Fernandez Antonio Rebollo | Francia Jean-Michel Favre Jean Francois Garcia Rene Le Bras |

### Gare femminili
| Evento      | Cat. | Oro             | Argento    | Bronzo        |
| ----------- | ---- | --------------- | ---------- | ------------- |
| Individuale | AR2  | Paola Fantato   | Elli Korva | Hifumi Suzuki |
| Individuale | Open | Tatiana Grishko | Siv Thulin | Hanne Tved    |